# كلايتون ماركس
كلايتون ماركس (بالإنجليزية: Clayton Marks)‏ هو مصرفي ومؤرخ أمريكي، ولد في 1894، وتوفي في 1957.